# Ivica Đikić
Ivica Đikić (Tomislavgrad, 1977) è uno sceneggiatore, giornalista e scrittore croato, famoso per aver creato la serie televisiva Novine.

## Filmografia
- Novine (2016-2020) 25 episodi

## Letteratura
- Cirkus Columbia, traduzione di Silvio Ferrari, Zandonai, Rovereto 2008
- Metodo Srebrenica, traduzione di Silvio Ferrari,Bottega Errante Edizioni, Pordenone 2020